# Данлад, Ибрагим
Ибраги́м Данла́д (англ. Ibrahim Danlad; род. 2 декабря 2002, Аккра) — ганский футболист, вратарь клуба «Асанте Котоко» и сборной Ганы.

## Игровая карьера

### Клубная карьера
Данлад в возрасте 14 лет присоединился к клубу «Асанте Котоко», но не смог закрепиться в основной команде. В декабре 2019 года перешёл на правах аренды в «Берекум Челси», в котором играл до конца сезона.
В марте 2021 года перешёл на правах аренды в «Кинг Фейсал Бэйбс», в котором играл до конца сезона. Затем он вернулся в «Котоко», в котором стал основным вратарём и по итогам сезона 2021/22 стал чемпионом Ганы.

### Международная карьера
Данлад играл за юношескую и молодёжную сборную Ганы, а в составе юношеской сборной играл в качестве основного вратаря на юношеском чемпионате мира 2017 года, на котором Гана дошла до 1/4 финала, в котором проиграла сборной Мали со счётом 2:1. На этом турнире в возрасте 14 лет он был самым молодым по возрасту среди всех игроков всех сборных.
Вошёл в состав сборной Ганы на чемпионат мира 2022 года, но на турнире не сыграл ни в одном матче.

## Достижения

### Командные
«Асанте Котоко»
- Чемпион Ганы (1) : 2021/22

 Сборная Ганы (до 20 лет)
- Чемпион Африки среди молодёжных команд (1) : 2021

### Личные
- Лучший вратарь Кубка Африки (до 20 лет) (1) : 2021
- Вратарь года по версии Ghana Football Awards (1) : 2021